# Socha svatého Jana Nepomuckého (Holohlavy)
Socha svatého Jana Nepomuckého z období kolem roku 1750 se nalézá v lokalitě Na lávkách pod lipami u chodníku spojujícího městečko Smiřice v okrese Hradec Králové s holohlavským kostelem svatého Jana Křtitele. Socha spolu se sousední sochou Panny Marie Immaculaty tvoří významnou krajinnou dominantu. Barokní pískovcová socha je chráněna jako kulturní památka ČR. Národní památkový ústav tuto sochu uvádí v katalogu památek pod rejstříkovým číslem ÚSKP 29993/6-608.

## Popis
Podstavec sochy je třístupňový s volutovými boky a konkávně vypjatou římsou uprostřed se vstřícnými volutami. Na čelní straně podstavce je umístěn reliéf znázorňující shození svatého Jana Nepomuckého do Vltavy – z kamenného mostu s věžovou bránou. Kolem světce jsou v reliéfu 4 zbrojnoši, nad nimi oblaky s andílky.
Socha zobrazuje postavu světce stojící na vysokém dvojstupňovém soklíku. Socha byla v minulosti zdobena dvojicí andílků, po kterých se dochovaly pouze kovové trny na nichž byli usazeni. 
Socha představuje prostovlasého světce v tradičním ikonografickém pojetí oblečeného v kanovnickém rouchu s pravou nohou nakročenou, v pravé ruce držícím krucifix, v levé knihu s biretem. Kolem hlavy má světec zlacenou svatozář s pěti hvězdami. U nohou mu leží ryba, na soklíku sochy na čelní straně je kartuše s reliéfem jazyka ve svatozáři.